# Luigi Maifredi
Luigi Maifredi, natural de Lograto (Provincia de Brescia, Italia), es un exentrenador de fútbol italiano y actual comentarista televisivo.

## Trayectoria
Su debut como entrenador se produjo en 1976 con los juveniles del Real Brescia, pero empezó a destacar cuando dirigió, en la temporada 1984-85, al Orceana Calcio, un equipo amateur de Orizinuovi, de la Serie C2. En la temporada 1986-87 llegó al Ospitaletto, al que dirigió en la Serie C1, practicando un juego espectacular y convincente. Su fútbol, veloz y dinámico, fue bautizado "fútbol champán", al ser efervescente y burbujeante como el famoso vino espumoso francés (y también porque, antes de convertirse en un entrenador profesional, Maifredi trabajó como representante de Veuve Clicquot, un fabricante de champán). 
Al año siguiente, Maifredi, en pleno ascenso, dirigió al Bolonia (cuyo presidente por aquella época era Luigi Corioni, el mismo del Ospitaletto), al que llevó a la Serie A al finalizar un campeonato emocionante.
Afable e histriónico, Maifredi junto con Giovanni Galeone y Arrigo Sacchi, se convirtió en uno de los protagonistas de la "nueva ola" de los entrenadores italianos, con una defensa abierta y una mentalidad ofensiva. Tras dos buenas temporadas en la máxima categoría, consiguiendo la salvación del Bolonia y la clasificación para la Copa de la UEFA, Maifredi fue elegido por Luca Cordero di Montezemolo como nuevo entrenador de la Juventus para la temporada 1990-1991.
La Juve quería cambiar su imagen, imitando el "fútbol total" del Milan, a pesar de que el entonces entrenador Dino Zoff había conseguido llevar a la "vecchia signora" a las glorias del pasado, al ganar la temporada que acababa de terminar la Copa de Italia y la Copa de la UEFA, apoyándose en un equipo "de trabajo" muy sólido en el que destacaba en la delantera el depredador Salvatore Schillaci. Este doble triunfo no cambió la idea de Montezemolo y el timón le fue retirado al que fuera capitán en España 1982 y entregado al exrepresentante de champán, creyendo que tiene las credenciales suficientes para conducir a la Juventus a la cumbre de la liga. Significativo fue el lema elegido por la Juve para la campaña de abinos de esa temporada: "Juventusiasmante"
El inicio fue bastante negativo: en el primer partido oficial, la Supercopa de Italia, la Juve perdió de manera rotunda, por 5-1 en el San Paolo de Nápoles. En la Liga, sin embargo, el equipo parecía encontrar la senda del triunfo, tras una primera vuelta positiva, concluida a solo dos puntos de distancia del líder, pero la Juve fue perdiendo posiciones y terminó el campeonato en 7º lugar, sin obtener la clasificación para competiciones europeas. En la Copa de Europa, fue eliminado por el Barcelona
El fracaso juventino abrió la puerta al declive del entrenador de Brescia. Desde aquel momento, Maifredi asumió sucesivamente los banquillos del Bolonia, Genoa, Venezia, Brescia, Pescara, Espérance (en Túnez) y Albacete, en la temporada 1998-99. En el equipo manchego fue destituido tras la jornada 33, siendo sustituido por Julián Rubio.
En la temporada 2000-2001, entrenó en la Serie C1 a la Reggiana, pero fue destituido el 23 de octubre tras perder 4-1 ante el Arezzo. Fue su último partido como entrenador. 
Maifredi recobró la popularidad en 2003, con el programa deportivo Quelli che il calcio, presentado por Simona Ventura, donde lideró a un pequeño equipo de exjugadores, el "Maifredi Team", que mostraba al público los goles de la jornada, en una especie de "moviola" humana.